# Ганусовка
Ганусовка (укр. Ганусівка) — село Старобельского района Луганской области Украины.
Население по переписи 2001 года составляло 471 человек. Почтовый индекс — 92330. Телефонный код — 6463. Занимает площадь 3,73 км². Код КОАТУУ — 4423380701.

## Местный совет
92330, Луганська обл., Новопсковський р-н, с. Ганусівка, вул. Леніна, 27  (укр.)